# Windows 98
A Microsoft Windows 98 (eredeti kódnevén Memphis) a Microsoft Windows operációs rendszer egyik verziója. Az 1998-ban kiadott változat, mely magyar nyelven is megjelent, a Windows 95 frissítése volt.
A Windows 98-cal leegyszerűsödött a számítógépen és az interneten való keresés művelete. Ezenkívül gyorsabban lehetett megnyitni és bezárni az alkalmazásokat, támogatta a DVD-lemezek olvasását és az univerzális soros buszos (USB) eszközöket. Ellenben mégis lassabb volt, mint a Windows 95, és több helyen volt benne stabilitási hiba. Ezek javítására valamint egyéb funkciók hozzáadására jött létre a második kiadás.
Az 1999-ben kiadott Microsoft Windows 98 második kiadás (eredeti nevén Second Edition, rövidítve SE) új és továbbfejlesztett hardverkompatibilitást és internettel kapcsolatos funkciókat nyújtott.
A Windows 98 második kiadás javított az internetes szolgáltatásokon az új Internet Explorer 5.0-s böngészőtechnológiával és a Windows NetMeeting 3.0 konferenciaszoftverrel. Tartalmazta még a Microsoft DirectX API 6.1-et, amely továbbfejlesztett támogatást nyújtott a Windows multimédiához; valamint otthoni hálózati lehetőségeket nyújtott az internetkapcsolat megosztása (ICS) szolgáltatással. A Windows 98 SE volt az első olyan otthoni felhasználóknak szánt operációs rendszer a Microsofttól, amely képes volt az olyan eszközillesztők használatára, melyek a Windows NT üzleti operációs rendszerrel is működtek.
Sokan bírálták a Windows 98 második kiadását, hogy az nem elég innovatív, és hogy az eredeti változatot birtoklók nem kaphatták meg ingyen az újabb változatot. Ennek ellenére mai napig rengeteg ember használja régi játékok és programok futtatására, amiket a mai gépek kompatibilitási hibák miatt nem mindig tudnak rendesen futtatni.

## Az összeomlás
1998. április 20-án egy nyilvános Microsoft-bemutatón összeomlott a Windows 98. A problémát a szkenner telepítése okozta, amikor a rendszer megpróbálta annak szoftverét feltelepíteni, de hirtelen egy kék halál jelezte a rendszer összeomlását. Bill Gates megjegyezte: "Ezért nem adjuk ki még a Windows 98-at".